# Mhaibib
Mhaibib ( arabe : محيبيب ), est un petit village du District de Marjayoun dans le sud du Liban. Il a été détruit par l'armée israélienne le 16 octobre 2024 lors de l'invasion du Liban ; l'armée a provoqué l'explosion simultanée de tonnes d'explosifs qu'elle avait placés dans le village.

## Étymologie
Le nom Nabi Mhaibib signifie « le prophète Muhaibib », « bien-aimé ». Le prophète, ou «nabi» en arabe, est Benjamin, mentionné dans la Bible hébraïque et dans le Coran.

## Sanctuaire antique
Il abrite un sanctuaire vieux de 2100 ans appelé « Maqam », dédié à Benjamin, que l'islam considère comme un prophète, qui attirait pèlerins et visiteurs. En octobre 2024, on ne sait pas ce qu'est devenu ce sanctuaire après la destruction du village par Israël.

## Histoire
En 1881 Nabi Muhaibib est décrit comme « un petit village situé au sommet d'une crête, avec des oliviers et des terres arables ; il y a deux citernes dans le village » dans l'enquête menée par le Palestine Exploration Fund (PEF Survey of Palestine (en)).
Début octobre 2023, avant le début de la guerre entre Israël et le Hezbollah, ce village comptait près de 300 habitants (chiites).
Une partie de ces habitants fuient dès octobre 2023, une autre partie quitte le village après le début de la campagne de bombardements israéliens massifs qui commence le 23 septembre 2024, et qui oblige 1,3 million de personnes au Liban à abandonner leurs foyers.
Le village a été la cible de plus de 50 frappes aériennes israéliennes pendant les affrontements frontaliers entre Israël et le Hezbollah (entre le 8 octobre 2023 et le 23 septembre 2024). Il figurait régulièrement parmi les villages dont les habitants étaient appelés par l'armée israélienne à évacuer les lieux.

## Destruction par l'armée israélienne le 16 octobre 2024
Lors de l'invasion israélienne du Liban en 2024, l'armée israélienne diffuse des vidéos des explosions simultanées qu'elle a déclenchées et qui ont détruit la quasi-totalité de Mhaibib. Des vidéos de ces mêmes explosions sont diffusées sur les réseaux sociaux avec des images de soldats israéliens qui se sont filmés eux-mêmes riant et célébrant la destruction avec des V de victoire.
79 bâtiments ont été dynamités de manière simultanée selon une analyse du New York Times .
Selon les allégations d'Israël, des tunnels utilisés par la force Redwan du Hezbollah passaient sous les maisons. La destruction du village embarrasse la communauté internationale, selon Le Monde.
Au moins 4 autres villages du sud du Liban ont été presque entièrement détruits par Israël durant la guerre Israël-Hezbollah entre octobre 2023 et octobre 2024 : le village de Aïta ach-Chab, Yaroun, Kfar Kila, et Meiss El Jabal.
Les destructions de villages libanais par l'armée israélienne sont considérées par des observateurs internationaux et des organisations de défense des droits de l'homme comme des châtiments collectifs et à ce titre comme de possibles violations du droit international. La démolition de sites historiques supprime le patrimoine culturel du pays ; le déplacement de populations civiles suscite « de graves préoccupations humanitaires ».
Israël allègue l'existence de tunnels du Hezbollah sous des bâtiments civils dans plusieurs villages. Des juristes spécialistes considèrent que la destruction générale d'un quartier ou d'un village n'est pas conforme au droit international. Tom Dannenbaum, professeur associé de droit international à l’université Tufts, souligne le fait que si des structures civiles, comme des maisons, converties en structures militaires, peuvent être attaquées, en revanche, « il n’est pas permis de cibler une zone entière dans laquelle se trouvent à la fois des objectifs militaires et des biens civils ». De même, selon l'analyse de Alonso Gurmendi Dunkelberg, expert en droit international à la London School of Economics, l'existence d'infrastructures militaires du Hezbollah dans une zone civile ne suffit pas à justifier la destruction de pans entier d'un village ; une telle opération ne respecte pas le principe de proportionnalité. Prenant des exemples dans l'histoire récente, ce juriste rappelle que « de nombreux autres pays, y compris les alliés d’Israël, ont été confrontés à des opérations de contre-insurrection, comme les États-Unis en Irak et en Afghanistan, et ils n’ont pas fait exploser des villes entières ».   